# Школа № 7 (Чернігів)
Школа № 7 — середня загальноосвітня школа в Чернігові (з 1970 по нинішній час).

## Історія школи
Історія сучасної школи почалась 1 вересня 1970 року.
У перший рік було набрано 35 класів. Їх навчали 67 педагогів.
За час існування середньої школи № 7 отримали атестати 4054 випускників.
Нагороджено золотою медаллю 111 випускників, срібною медаллю — 42 випускники.
У 2007 році школа нагороджена Почесною Грамотою Чернігівської міської ради за кращі показники в роботі та вагомий внесок у соціально-економічний розвиток міста.

## Директори школи
- Корогод Борис Андрійович (1970—1979)
- Масалов Микола Федотович (1979—1988)
- Рудягін Євгеній Михайлович (1988—2017)
- Колотило Наталія Радіонівна (з 2017)[1]